# Château du Martinet
Pour les articles homonymes, voir Martinet.
Le château du Martinet est un château situé en France sur la commune de Saint-Simon, en région Auvergne-Rhône-Alpes.

## Historique
Le nom du domaine vient d’un ancien martinet (forge à cuivre) actif au XVIIe siècle. Le parc a été réaménagé au XIXe siècle, et un appentis dit « védelat » a été ajouté après la construction initiale de la grange.

### Protection
Les façades et les toitures de la grange à abside sont inscrites au titre des monuments historiques par arrêté du 16 septembre 1949.

## Description
Grange à abside de 1670, typique de l’Auvergne rurale, construite au-dessus de l’étable pour l’alimentation du bétail en hiver. Le château, composé d’éléments des XVIIIe et XIXe siècles, est de moindre intérêt architectural.